# Alfanje

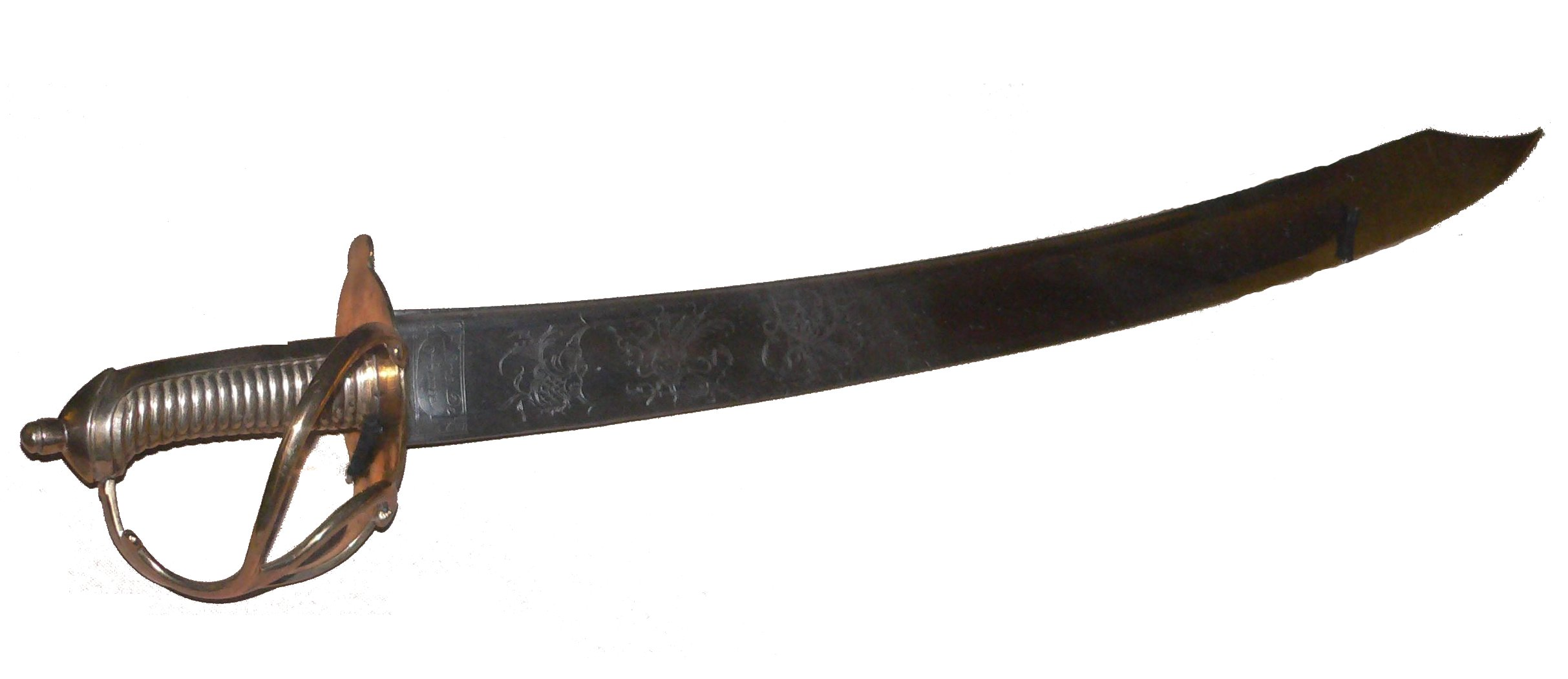
Un alfanje.

Alfanje es un término español que proviene del árabe hispánico al-janyar, que significa 'el puñal', y designa una espada de hoja ancha y curva, con filo en un solo lado (o contrafilo en su último tercio) que durante la Edad Media y hasta el Renacimiento se empleó en la península ibérica, buena parte del Mediterráneo y sobre todo en Italia. En castellano vulgar antiguo también se le conocía como "terciado". En algunas regiones de México se le llama así a una herramienta agrícola para cortar maleza.

## La cuestión de si es un sable o una espada
El principal problema del término "alfanje" es el de definir correctamente a qué se refería realmente. En primer lugar su definición se refiere a un tipo de sable corto de ascendencia musulmano-oriental que se adoptó y modificó tanto en la península como en otras zonas cristianas del Mediterráneo. También es el término que engloba a todas las armas de hoja curva, de un solo filo: desde alfanje a falchion, fauchar, bracamarte, messer, storta (todos europeos), hasta los kiliç turcos, los talwar indios, los saif árabes, etc. Por último también se refiere, en España, a cualquier arma de filo curvo de cualquier época, como los términos emparentados de alfanjón, alfanjonazo y alfanjete, terciado o chafarote. 
En su primera acepción, es en cierto modo una evolución derivada de las armas tipo sable chinas, mongolas, turcas y musulmanas, a las que se le añadieron características tradicionales de las grandes hojas de tajo medievales. Por consiguiente el alfanje no es un falchion centroeuropeo ni tampoco un sable musulmán típico de Oriente Próximo, sino parte de ambos. Más corto que los sables orientales, más pesado que ellos, con un característico contrafilo que bien podría ser heredado de los longsax, cuytelos o falchion, y que tienen, como característica generalizada, los gavilanes en forma de "S" que también usan los bracamarte, messer y algunos falchion tardíos. Este tipo de alfanje se puso de moda en grandes ciudades-estado italianas como Venecia, y de allí se exportaron sus refinados acabados (ver ilustración). En un poema renacentista se afirma:
"No quise decir alfanje,
porque si alfanje nombrara
sin decir lo Damasquino,
los alfanjes se enojaran"
Alfanje sirve también para referirse a cualquier arma de tajo de hoja curvada en al menos uno de los lados, de un solo filo; desde un "storta" italiano (que es como se denominan en Italia a los "alfanjes renacentistas" y no falcione, que son armas enastadas), a un messer o großes messer germano, al falchion inglés, al fauchar y faussar francés, etc. Pero todos ellos con la característica principal de que son armas anchas y poderosas, separándose así de la familia de los sables. En el Quijote se afirma:
"-«Vos sois quien la necesita», respondió el manchego, y abrió la batalla con un tajo tan desmedido, que si el arma fuera un alfanje, allí quedara el portugués para la huesa"
También se puede referir además al término que a partir de la palabra raíz árabe-hispana al-janyar pasó a denominar "toda" arma de filo a una mano, no enastada y curva. La RAE en ediciones de otros siglos da como entrada desde alfanje, a alfanjón y alfanjonazo, hasta alfanjete, por lo que parece ser que había varias formas para los distintos tamaños de las armas corvas de la época.